# ЮАР на зимних Олимпийских играх 2018
Южно-Африканская Республика на зимних Олимпийских играх 2018 года была представлена одним спортсменом в горнолыжном спорте. Последний раз сборная ЮАР участвовала в зимних Олимпийских играх в 2010 году.

## Состав сборной
Горнолыжный спорт
1. Коннор Уилсон

## Результаты соревнований

### Лыжные виды спорта

#### Горнолыжный спорт
Квалификация спортсменов для участия в Олимпийских играх осуществлялась на основании специального квалификационного рейтинга FIS по состоянию на 21 января 2018 года. При этом НОК для участия в Олимпийских играх мог выбрать только того спортсмена, который вошёл в топ-500 олимпийского рейтинга в своей дисциплине, и при этом имел определённое количество очков, согласно квалификационной таблице. Страны, не имеющие участников в числе 500 сильнейших спортсменов, могли претендовать только на квоты категории «B» в технических дисциплинах. По итогам квалификационного отбора сборная ЮАР завоевала олимпийскую лицензию категории «B» в мужских соревнованиях.
Мужчины
| Соревнование      | Спортсмены    | Скоростной спуск/ 1 спуск | Скоростной спуск/ 1 спуск | Слалом/ 2 спуск | Слалом/ 2 спуск | Всего | Место | Отставание |
| Соревнование      | Спортсмены    | Время                     | Место                     | Время           | Место           | Всего | Место | Отставание |
| ----------------- | ------------- | ------------------------- | ------------------------- | --------------- | --------------- | ----- | ----- | ---------- |
| слалом            | Коннор Уилсон | DNF                       | DNF                       | —               | —               | —     | —     | —          |
| гигантский слалом | Коннор Уилсон | DNF                       | DNF                       | —               | —               | —     | —     | —          |